# Shamsabad (Agra)
Shamsabad is een stad en gemeente in het district Agra van de Indiase staat Uttar Pradesh. 

## Demografie
Volgens de Indiase volkstelling van 2001 wonen er 27.260 mensen in Shamsabad, waarvan 53% mannelijk en 47% vrouwelijk is. De plaats heeft een alfabetiseringsgraad van 52%. 